# Soli
 Ovo je glavno značenje pojma Soli. Za druga značenja pogledajte Soli (razdvojba).
Soli su kemijski spojevi kristalne građe s ionskom vezom građeni od kationa (metalnih atoma) i aniona kiselinskog ostatka. Otopina soli u vodi je elektrolit, tj. provodi električnu struju. Nazivi soli izvode se od imena metala i imena kiseline od koje je sol nastala (npr. natrijev klorid - NaCl - od kloridne kiseline - HCl). Soli se izvode iz kiselina i građene su od: metala i kiselinskog ostatka. Soli su čvrste tvari, različito rastvorljive u vodi.
Soli se dobivaju na nekoliko načina:
- metal + nemetal → sol
- metal + kiselina → sol + vodik
- metalni oksid + kiselina → sol + voda
- baza + kiselina → sol + voda (neutralizacija)
- ionska izmjena
- istiskivanje slabije kiseline jačom

Svojstva soli
- Neke soli se otapaju u vodi.
- Neke soli se ne otapaju u vodi.
- Vodene otopine soli provode struju-elektrolitne otopine

### Formule, imena i topljivost nekih soli u vodi:
| Formula soli  | Kemijsko ime                 | Uobičajeni naziv       | Topljivost u vodi |
| ------------- | ---------------------------- | ---------------------- | ----------------- |
| NH4Cl         | Amonijev klorid              | Salmijak               | Topljiva          |
| CuSO4 · 5 H2O | Bakrov(II)sulfat pentahidrat | Modra galica           | Topljiva          |
| CaCO3         | Kalcijev karbonat            | Vapnenac               | Gotovo netopljiv  |
| CaSO4 · 2 H2O | Kalcijev sulfat dihidrat     | Sadra ili gips         | Gotovo netopljiva |
| NaHCO3        | Natrijev hidrogenkarbonat    | Soda bikarbona         | Slabo topljiva    |
| NaCl          | Natrijev klorid              | Kuhinjska (morska) sol | Topljiva          |
| NaNO3         | Natrijev nitrat              | Čilska salitra         | Topljiva          |
| KNO3          | Kalijev nitrat               | Kalijska salitra       | Topljiva          |

### Imena kiselina i njihovih soli
| Kiseline       | Kiseline         | Soli             | Soli                       |
| Naziv kiseline | Kemijska formula | Zajednički naziv | Primjer                    |
| -------------- | ---------------- | ---------------- | -------------------------- |
| Klorovodična   | HCl              | kloridi          | NaCl natrijev klorid       |
| Klorovodična   | HCl              | kloridi          | CaCl2 kalcijev klorid      |
| Klorovodična   | HCl              | kloridi          | AlCl3 aluminijev klorid    |
| Klorovodična   | HCl              | kloridi          | FeCl2 željezov (II) klorid |
| Ugljična       | H2CO3            | karbonati        | Na2CO3 natrijev karbonat   |
| Ugljična       | H2CO3            | karbonati        | CaCO3 kalcijev karbonat    |
| Ugljična       | H2CO3            | karbonati        | MgCO3 magnezijev karbonat  |
| Sumporasta     | H2SO3            | sulfiti          | Na2SO3 natrijev sulfit     |
| Sumporasta     | H2SO3            | sulfiti          | CaSO3 kalcijev sulfit      |
| Sumporasta     | H2SO3            | sulfiti          | ZnSO3 cinkov sulfit        |
| Sumporna       | H2SO4            | sulfati          | Na2SO4 natrijev sulfat     |
| Sumporna       | H2SO4            | sulfati          | CaSO4 kalcijev sulfat      |
| Sumporna       | H2SO4            | sulfati          | ZnSO4 cinkov sulfat        |
| Dušična        | HNO3             | nitrati          | KNO3 kalijev nitrat        |
| Dušična        | HNO3             | nitrati          | NaNO3 natrijev nitrat      |
| Dušična        | HNO3             | nitrati          | Ca(NO3)2 kalcijev nitrat   |
| Dušična        | HNO3             | nitrati          | NH4NO3 amonijev nitrat     |
| Fosforna       | H3PO4            | fosfati          | Na3PO4 natrijev fosfat     |
| Fosforna       | H3PO4            | fosfati          | Ca3(PO4)2 kalcijev fosfat  |

U svakodnevnom govoru pojam sol je sinonim za kuhinjsku sol (natrijev klorid).

## Vanjske poveznice
- Sol Hrvatska tehnička enciklopedija, portal hrvatske tehničke baštine. LZMK